# (22) Calíope
(22) Calíope es un asteroide que forma parte del cinturón de asteroides y fue descubierto el 16 de noviembre de 1852 por John Russell Hind desde el observatorio George Bishop de Londres, Reino Unido. Está nombrado por Calíope, musa de la mitología griega encargada de la poesía épica y la elocuencia.

## Características orbitales
Calíope orbita a una distancia media del Sol de 2,911 ua, pudiendo acercarse hasta 2,62 ua y alejarse hasta 3,201 ua. Tiene una inclinación orbital de 13,72° y una excentricidad de 0,09972. Emplea en completar una órbita alrededor del Sol 1814 días.

## Satélite
Calíope tiene un satélite con la denominación S/2001 (22) 1. W. J. Merline (Instituto de Investigación Southwest, SRI) y F. Menard (Observatorio de Grenoble) descubrieron este satélite en imágenes directas en banda H, usando un sistema de óptica adaptativa en el telescopio de 3 metros de Canadá-Francia-Hawái en Mauna Kea el 2 de septiembre de 2001. Por otra parte, J.-L. Margot y Michael E. Brown (Instituto de Tecnología de California) descubrieron en el planeta menor de clase M, Calíope, un satélite en imágenes obtenidas usando un sistema de óptica adaptativa en el telescopio W. M. Kech II en Mauna Kea, el 29 de agosto de 2001. Este satélite lleva el nombre de "Linus".

## Primera ocultación
EL 7 de noviembre de 2006 se observó con éxito la primera ocultación estelar de un asteroide por parte del satélite (Linus), según una predicción realizada un día antes por Berthier.  Basado en más de 5 años de observaciones regulares del sistema binario de Caliope utilizando sistemas de óptica adaptativa en telescopios terrestres. Las cuerdas observadas de Linus brindan una oportunidad única para estimar el tamaño de la luna, que se estimó en 20 a 28 km.